# Пузино, Орест Поликарпович
Орест Поликарпович Пузино (24 февраля 1819 — 30 июня 1891, Новгород) — русский вице-адмирал.

## Биография
Родился в семье отставного военного хирурга надворного советника Поликарпа Ивановича Пузино.
3 марта 1830 года зачислен в Морской кадетский корпус, обучаясь в котором, 9 января 1836 года был произведён в чин гардемарина и совершил кампанию на корабле «Великий князь Михаил». 23 декабря того же года произведён в чин мичмана с назначением в Черноморский флот.
В 1837—1839 годах на корабле «Пимен», тендере «Спешный» и фрегате «Энос» крейсировал у абхазских берегов. В 1840 году на транспорте «Ахилл» плавал в черноморских водах, а затем находился в кампании на рейде Одессы. В 1841 году на корабле «Анапа» крейсировал в Чёрном море.
19 апреля 1842 года произведён в чин лейтенанта и в 1842—1851 годах на транспортах «Сочи», «Адлер», «Бзыбь», «Цемес», пароходах «Молодец», «Могучий», «Колхида», «Боец», корабле «Селафаил» и бриге «Тезей» плавал у кавказских берегов.
В 1852—1853 годах на пароходофрегате «Крым» ходил между Одессой и Константинополем. В должности старшего офицера пароходофрегата «Крым» участвовал 18 октября 1853 года в Синопском сражении и «за храбрость и быструю распорядительность» во время преследования противника был награждён орденом Святого Владимира IV степени с бантом.
В 1854—1855 годах, командуя пароходом «Пётр Великий», плавал по Бугу и Днепровскому лиману. 30 марта 1855 года произведён в чин капитан-лейтенанта и в том же году 16 ноября «за беспорочную выслугу 18-ти шестимесячных морских кампаний» награждён орденом Святого Георгия IV степени.
В 1856—1858 годах, командуя бригом «Филоктет», перешёл из Кронштадта в Средиземное море, затем в Константинополь, откуда плавал к берегам Сирии и Египта, а затем возвратился в Кронштадт, где был награждён орденом Святого Станислава II степени с императорской короной. В 1859 году награждён датским орденом Данеброга.
В 1859—1860 годах, командуя 40-пушечным парусно-винтовым фрегатом «Светлана», крейсировал в Средиземном море. 2 мая 1860 года назначен командиром 6-го флотского экипажа, а 17 октября произведён в чин капитана 2-го ранга и в том же году награждён греческим орденом Спасителя.
В 1860—1861 годах, командуя 51-пушечным парусно-винтовым фрегатом «Илья Муромец», крейсировал в Средиземном море и совершил переход к берегам Сирии, откуда берегом возвратился в Кронштадт, где 2 мая 1865 года был назначен командиром 84-пушечного парусно-винтового корабля «Гангут».
1 января 1863 года произведён в чин капитана 1-го ранга с назначением начальником северной оборонительной линии Кронштадта и 3 января командиром броненосной батареи «Первенец». 30 августа «за особые труды по производству работ по вооружению Кронштадта» награждён орденом Святой Анны II степени.
В 1864—1865 годах командовал броненосной батареей «Не тронь меня» в Балтийском море и в 1865 году награждён императорской короной к ордену Святой Анны II степени и 1 августа шведским орденом Меча. 14 ноября 1866 года назначен командиром 5-го флотского экипажа. В 1870 году награждён орденом Святого Владимира III степени с мечами.
1 января 1872 года произведён в чин контр-адмирала с отчислением от должности командира экипажа и с назначением младшим флагманом Балтийского флота. В 1873 году командовал вторым отрядом броненосной эскадры в Финском заливе и 31 декабря награждён орденом Святого Станислава I степени.
24 марта 1875 года назначен командующим отрядом судов Тихого океана, в течение двух лет плавал в дальневосточных водах, у берегов Китая, Японии.
В 1876 году, во время обострения отношения между Россией и Великобританией, отправлен к берегам Северо-Американских Соединённых Штатов (САСШ) с отрядом кораблей (корвет «Баян»; клипера «Всадник», «Гайдамак», «Абрек»; канонерская лодка «Горностай»; транспорт «Японец»; шхуны «Тунгус», «Ермак», «Восток»). Орест Поликарпович лично разработал план крейсерских операций, на случай наступления боевых действий. В истории данный поход получил название «Вторая американская экспедиция». 1 января 1877 года награждён орденом Святой Анны I степени. Летом 1877 года вернулся из САСШ.
В 1879—1881 годах командовал 1-м отрядом миноносок в финляндских шхерах и с 6 декабря 1880 года временно исправлял должность командира Санкт-Петербургского порта. 1 января 1879 года награждён орденом Святого Владимира II степени. 30 августа 1882 года произведен в чин вице-адмирала с назначением в распоряжение генерал-адмирала великого князя Алексея Александровича. В том же году награждён арендой по 1500 рублей на шесть лет, которую в 1886 году увеличили до 2000 рублей в год. 3 июня 1885 года зачислен по флоту с назначением состоять при генерал-адмирале великом князе Алексее Александровиче.
Последние годы жизни провёл в унаследованной от отца усадьбе в Новгородском уезде. Скончался 30 июня 1891 года и был похоронен в Новгороде, на местном Тихвинском кладбище.

## Память
В честь О. П. Пузино назван мыс Пузино в бухте Провидения Анадырского залива Берингова моря (мыс обследован в 1876 экипажем клипера «Всадник», тогда же было присвоено название мысу).
Также в честь О. П. Пузино назван полуостров Пузино на острове Сахалин (название полуострову было присвоено экипажем корвета «Баян» в 1876 году).